# Quasimus anhuiensis
Quasimus anhuiensis là một loài bọ cánh cứng trong họ Elateridae. Loài này được Li miêu tả khoa học năm 1993.